# الحسنة (قبيلة)
الحسنة قبيلة عربية تقيم في وسط سوريا، خاصة في القرى الواقعة شرق حماة وحمص. في منتصف القرن الثامن عشر، كانت الحسنة أولى قبائل عنزة التي هاجرت من نجد إلى سوريا، واحتفظت بتأثيرها في المنطقة عبر الحكم العثماني والهاشمي والفرنسي وفي سوريا المستقلة.

## تاريخ

### العهد العثماني
تنتمي قبيلة الحسنة إلى اتحاد قبائل عنزة، وكانت على صلة وثيقة بآل سعود الذين أسسوا إمارة نجد في القرن الثامن عشر. وصلت الحسنة إلى سوريا عام 1757، وفي السبعينيات من القرن ذاته تنافست مع قبيلة الموالي للسيطرة على سهول شمال سوريا. بحلول ثمانينيات القرن الثامن عشر، تمكنت الحسنة بقيادة مهنا الفاضل من السيطرة على المراعي التقليدية شرق حماة وحمص، وحصلت على تفويض حكومي لجمع الرسوم من القوافل المتجهة إلى تدمر.

### فترة الانتداب الفرنسي
دخل زعيم الحسنة طراد الملحم دمشق مع القوات المدعومة من الشريف فيصل عام 1918. خلال الانتداب الفرنسي، حصلت القبيلة على أراضٍ واسعة، وسُجلت نحو عشرين قرية باسم طراد الملحم، الذي أصبح يعتمد على دعم الحكومة لتعزيز سلطته.

### سوريا الحديثة
لا تزال قبيلة الحسنة تقيم شرق حمص وحماة، مع مقرها الرئيسي في البويضة. في عام 1977، زاد نفوذ القبائل في مجلس الشعب بدعم من حكومة الرئيس حافظ الأسد، حيث حصل عبدالعزيز طراد الملحم على مقعد عن محافظة حمص. في عام 2003، مُنحت قيادة الحسنة مقعدين في مجلس الشعب يمثلان حمص لعبد العزيز طراد الملحم وابن أخيه عبد الكريم ثامر الملحم. انقسمت قبيلة  الحسنة الى قسمين: قسم موالي لنظام الاسد وقسم  انضم الى الثورة 2011 خلال الحرب الأهلية.